# Citroën C3 Picasso
| Sterne im Euro NCAP-Crashtest | Vier Sterne im Crashtest |

Der Citroën C3 Picasso war ein Pkw-Modell der französischen Automobilmarke Citroën, das auf dem Mondial de l’Automobile im Oktober 2008 vorgestellt wurde.
Der 4,08 Meter lange Minivan basiert auf der PF1-Plattform des Peugeot 207 und der Ende 2009 eingeführten zweiten Generation des C3. Nach dem Xsara Picasso, dem C8 und dem C4 Picasso war er der vierte Van der Marke. Jährlich sollten vom C3 Picasso bis zu 110.000 Fahrzeuge im slowakischen Werk in Trnava gebaut werden.
Der Marktstart erfolgte im März 2009. Im Sommer 2017 löste die zweite Generation des C3 Aircross den C3 Picasso ab.

## Allgemeines
Das Raumkonzept orientierte sich an Konkurrenzmodellen wie dem Opel Meriva, Renault Grand Modus oder Nissan Note. Dabei bietet der Gepäckraum ein Kofferraumvolumen von 385 bis 1506 Litern. Außerdem lässt sich die geteilte und neigungsverstellbare Rücksitzbank um 15 Zentimeter verschieben und zu einer ebenen Ladefläche umklappen. Letztere kann noch einmal durch das Umlegen des Beifahrersitzes verlängert werden (Exklusive Ausstattungs-Variante mit Zusatz Reise-Paket). Im Cockpit kommt, wie auch bei anderen Citroën-Fahrzeugen, ein digitaler Zentraltachometer zum Einsatz. Zur Sicherheitsausstattung gehören neben ESP auch ASR und sechs Airbags.
Das Außendesign des Fünfsitzers ist durch Rundungen und schwarze Stoßleisten geprägt. Eine Besonderheit waren die geteilten A-Säulen, die den Eindruck einer Panoramafrontscheibe entstehen ließen. Zusammen mit dem optionalen Panoramaglasdach bilden alle Scheiben eine Glasfläche von 4,52 Quadratmetern.

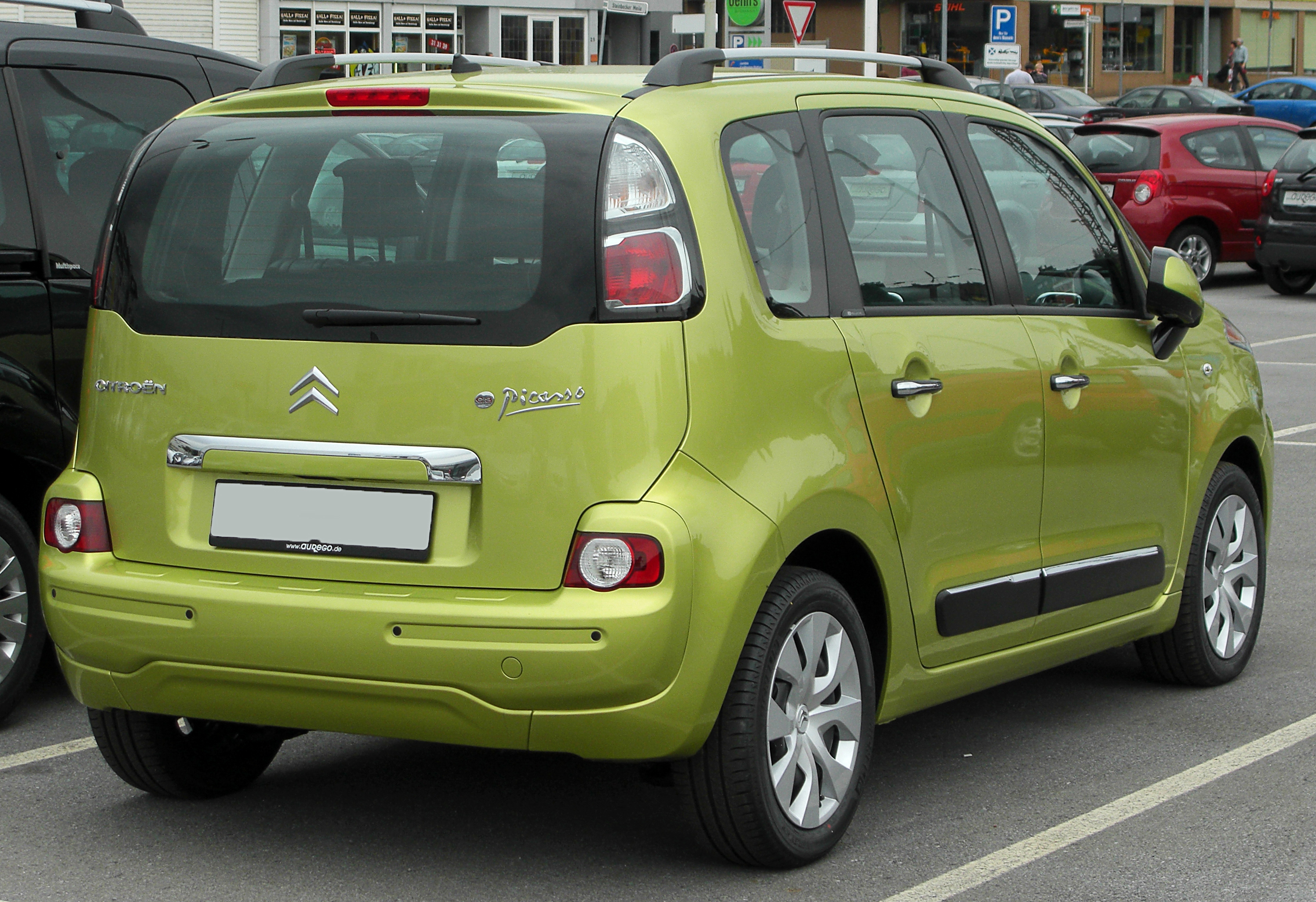
Heckansicht
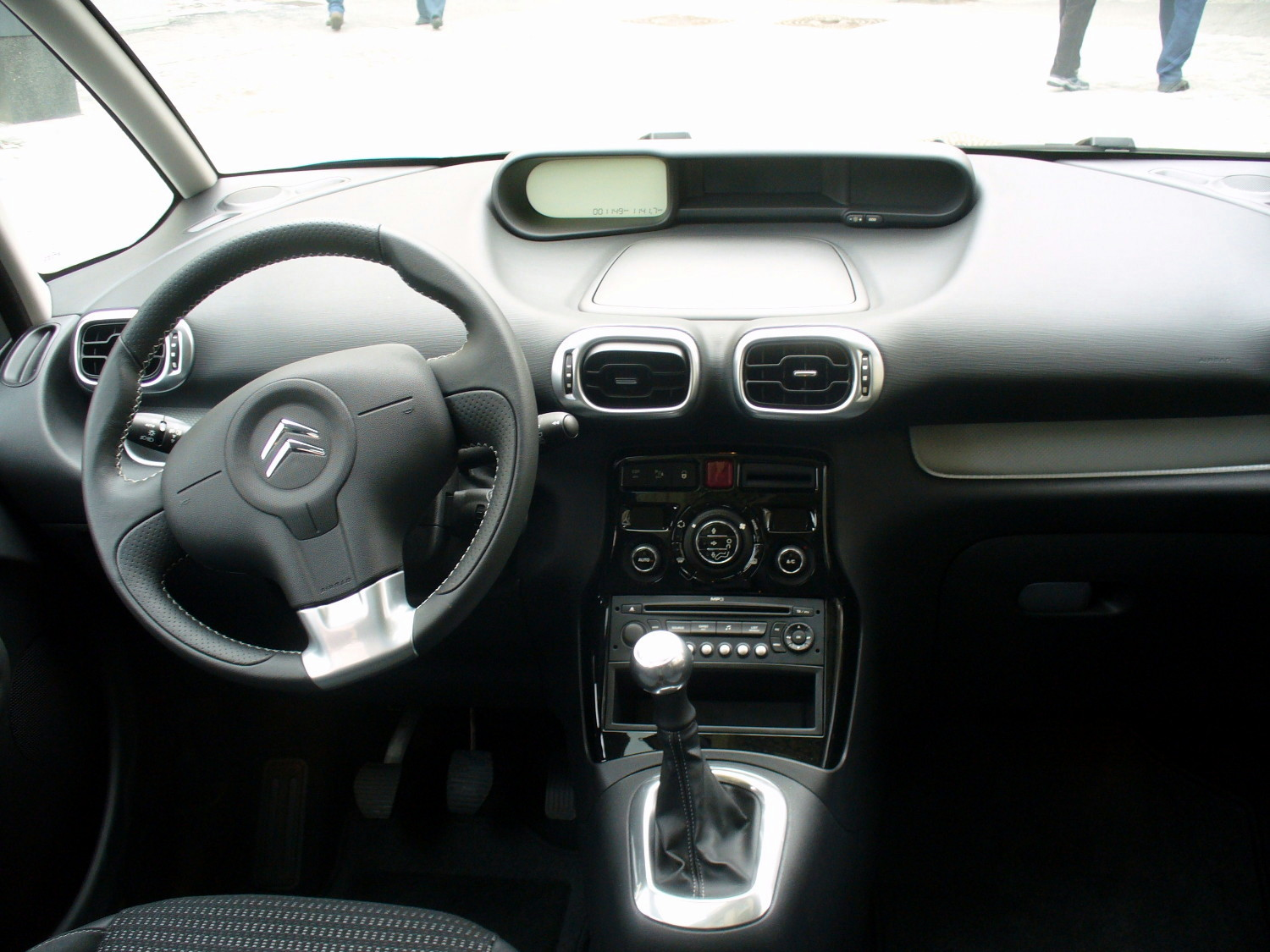
Interieur

### Modellpflege 2012
Ab November 2012 wurde ein modifizierter C3 Picasso angeboten.
Im Zuge der Modellpflege kam ein neu gestalteter Stoßfänger sowie ein umgeänderter Kühlergrill zum Einsatz. Der Citroën-Doppelwinkel zog sich nun in Form einer verchromten Spange bis zu den Scheinwerfern. LED-Tagfahrlicht wurde unter den Nebelscheinwerfern angebracht. Auf technischer Seite wurde die Leistung des größeren Dieselmotors, der nun als HDi 115 vermarktet wurde, um 2 kW gesteigert.

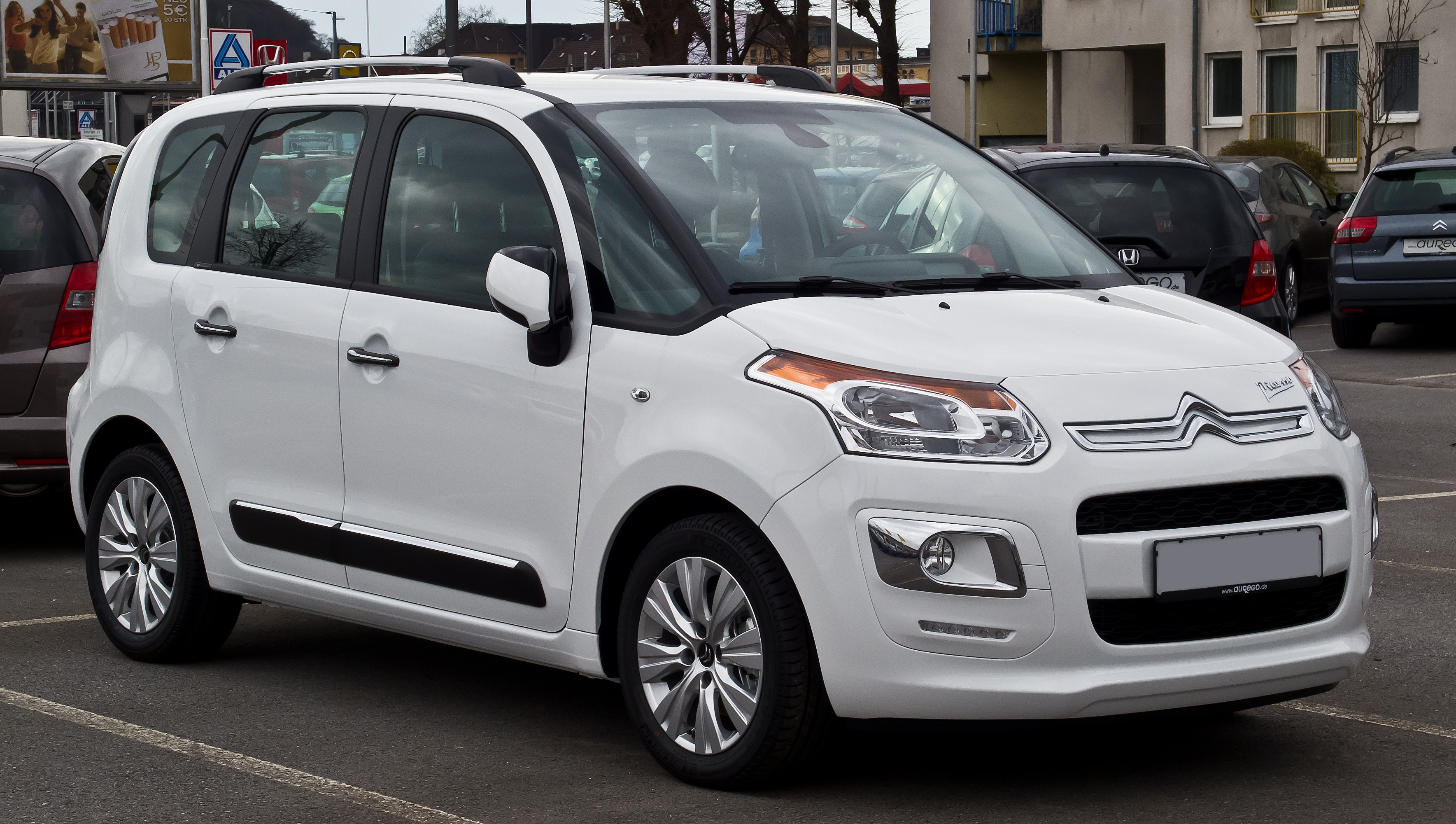
Citroën C3 Picasso (2012–2017)
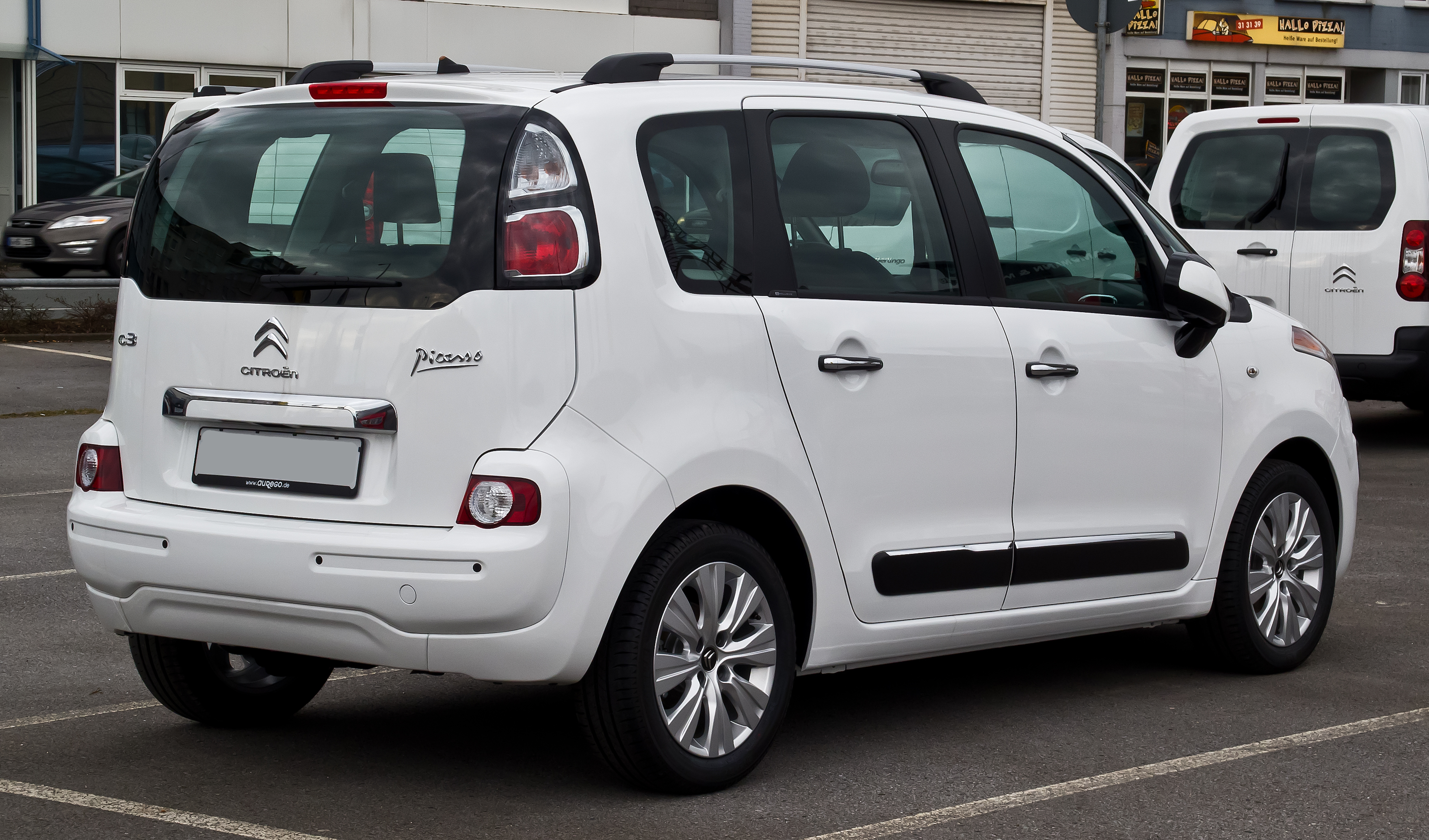
Heckansicht

## Motoren
Das Motorenangebot umfasste vier Motorisierungen; zwei in Zusammenarbeit mit BMW entstandene Ottomotoren mit 1,4-Litern Hubraum und 70 kW (95 PS) sowie einen 1,6-Liter-Motor mit 88 kW (120 PS). Der Dieselmotor war eine 1,6-Liter-Common-Rail-Version mit Partikelfilter und 68 kW (92 PS) oder 82 kW (112 PS), dessen Leistung im Zuge der Modellpflege auf 84 kW (114 PS) angestiegen war. Alle Motoren außer dem HDi 110 / HDi 115 (ab 2011 Sechsganggetriebe) wurden serienmäßig mit einem Fünfgang-Schaltgetriebe kombiniert. Ab Juni 2012 war der VTi 95 auch als Flüssiggas-Modell lieferbar. In diesem Modell fasst der Benzintank 50 Liter, der Überdrucktank für das Flüssiggas ist 33 Liter groß.
|                                                                 | 1.4 VTi 95                        | 1.6 VTi 120                       | 1.6 HDi 90                        | 1.6 e-HDi 90 Airdream               | 1.6 HDi 110                       | 1.6 HDi 110                       | 1.6 HDi 115                       | 1.2 PureTech 110                  | 1.6 VTi 120 EGS6                    | 1.6 BlueHDi 100                   |
| --------------------------------------------------------------- | --------------------------------- | --------------------------------- | --------------------------------- | ----------------------------------- | --------------------------------- | --------------------------------- | --------------------------------- | --------------------------------- | ----------------------------------- | --------------------------------- |
| Bauzeitraum                                                     | 02/2009–07/2017                   | 02/2009–02/2015                   | 05/2010–02/2015                   | 05/2010–02/2015                     | 02/2009–01/2011                   | 02/2011–12/2012                   | 01/2013–02/2015                   | 03/2015–07/2017                   | 03/2015–08/2015                     | 03/2015–07/2017                   |
| Motorart                                                        | Ottomotor                         | Ottomotor                         | Dieselmotor                       | Dieselmotor                         | Dieselmotor                       | Dieselmotor                       | Dieselmotor                       | Ottomotor                         | Ottomotor                           | Dieselmotor                       |
| Motorbauart                                                     | Vierzylindermotor in Reihenbauart | Vierzylindermotor in Reihenbauart | Vierzylindermotor in Reihenbauart | Vierzylindermotor in Reihenbauart   | Vierzylindermotor in Reihenbauart | Vierzylindermotor in Reihenbauart | Vierzylindermotor in Reihenbauart | Dreizylindermotor in Reihenbauart | Vierzylindermotor in Reihenbauart   | Vierzylindermotor in Reihenbauart |
| Gemischaufbereitung                                             |                                   |                                   | Common-Rail-Einspritzung          | Common-Rail-Einspritzung            | Common-Rail-Einspritzung          | Common-Rail-Einspritzung          | Common-Rail-Einspritzung          |                                   |                                     |                                   |
| Hubraum                                                         | 1397 cm³                          | 1598 cm³                          | 1560 cm³                          | 1560 cm³                            | 1560 cm³                          | 1560 cm³                          | 1560 cm³                          | 1199 cm³                          | 1598 cm³                            | 1560 cm³                          |
| max. Leistung bei min−1                                         | 70 kW (95 PS) / 6000              | 88 kW (120 PS) / 5660             | 68 kW (92 PS) / 4000              | 68 kW (92 PS) / 4000                | 80 kW (109 PS) / 4000             | 82 kW (112 PS) / 3600             | 84 kW (114 PS) / 3600             | 81 kW (110 PS) / 5500             | 88 kW (120 PS) / 6000               | 73 kW (99 PS) / 3750              |
| max. Drehmoment bei min−1                                       | 136 Nm / 4000                     | 160 Nm / 4250                     | 230 Nm / 1750                     | 230 Nm / 1750                       | 245 Nm / 1750                     | 270 Nm / 1750                     | 270 Nm / 1750                     | 205 Nm / 1500                     | 160 Nm / 4250                       | 254 Nm/1750                       |
| Antrieb, serienmäßig                                            | Vorderradantrieb                  | Vorderradantrieb                  | Vorderradantrieb                  | Vorderradantrieb                    | Vorderradantrieb                  | Vorderradantrieb                  | Vorderradantrieb                  | Vorderradantrieb                  | Vorderradantrieb                    | Vorderradantrieb                  |
| Getriebe, serienmäßig                                           | 5-Gang-Schaltgetriebe             | 5-Gang-Schaltgetriebe             | 5-Gang-Schaltgetriebe             | elektr. gest. 6-Gang-Schaltgetriebe | 5-Gang-Schaltgetriebe             | 6-Gang-Schaltgetriebe             | 6-Gang-Schaltgetriebe             | 5-Gang-Schaltgetriebe             | elektr. gest. 6-Gang-Schaltgetriebe | 5-Gang-Schaltgetriebe             |
| Beschleunigung, 0–100 km/h                                      | 13,4 s                            | 11,9–12,7 s                       | 14,6 s                            | 15,7 s                              | 12,4 s                            | 11,9 s                            | 11,9 s                            | 10,7 s                            | 12,7 s                              | 12,1 s                            |
| Höchstgeschwindigkeit                                           | 178 km/h                          | 188 km/h                          | 174 km/h                          | 177 km/h                            | 183 km/h                          | 184 km/h                          | 184 km/h                          | 186 km/h                          | 188 km/h                            | 179 km/h                          |
| Kraftstoffverbrauch auf 100 km, kombiniert, nach EWG-Richtlinie | 5,9–6,3 l Super                   | 5,9–6,4 l Super                   | 4,2–4,3 l Diesel                  | 4,2–4,3 l Diesel                    | 4,9–5,0 l Diesel                  | 4,8 l Diesel                      | 4,8 l Diesel                      | 5,0 l Super                       | 6,0 l Super                         | 3,9 l Diesel                      |
| CO2-Emission, kombiniert                                        | 137–145 g/km                      | 135–149 g/km                      | 109–112 g/km                      | 109–112 g/km                        | 130–133 g/km                      | 125 g/km                          | 125 g/km                          | 115 g/km                          | 137 g/km                            | 101 g/km                          |
| Abgasnorm nach EU-Klassifikation                                | Euro 6                            | Euro 5                            | Euro 5                            | Euro 5                              | Euro 4                            | Euro 5                            | Euro 5                            | Euro 6                            | Euro 5                              | Euro 6                            |